# ثرا يوسف (إزمورن)
ثرا يوسف هو دُوَّار يقع بجماعة ازمورن، إقليم الحسيمة، جهة طنجة تطوان الحسيمة في المملكة المغربية. ينتمي الدوّار لمشيخة إزمورن التي تضم 5 دواوير. يقدر عدد سكانه بـ 1494 نسمة حسب الإحصاء الرسمي للسكان والسكنى لسنة 2004.

## روابط خارجية
- البوابة الوطنية للجماعات الترابية نسخة محفوظة 12 مارس 2018 على موقع واي باك مشين.
- المندوبية السامية للتخطيط